# Ernest Hives
Ernest Walter Hives, 1er Barón Hives (21 de abril de 1886 - 24 de abril de 1965), fue un empresario británico. Tras comenzar como mecánico, entró a trabajar en la empresa Rolls-Royce, de la que llegaría a ser presidente. Durante la Segunda Guerra Mundial estuvo muy involucrado en el diseño del motor Merlín, así como en numerosos motores de reacción posteriores

## Semblanza
Hives nació en Reading. De orígenes humildes, comenzó su vida laboral en un garaje local. Sin embargo, en 1903 consiguió un trabajo en la empresa de automóviles C.S. Rolls, después de arreglar el automóvil del propio Charles Rolls. En 1908 pasó a ser piloto de pruebas en jefe, dirigiendo el equipo Rolls-Royce en la prueba alpina austriaca de 1913. Durante la Primera Guerra Mundial, la compañía diseñó su primer motor aeronáutico, el Eagle, que Hives desarrolló con éxito; y ya en 1916 era Jefe del Departamento Experimental. En 1919, el Eagle impulsó el bombardero bimotor Vickers Vimy en el primer vuelo directo a través del Atlántico. Otros motores notables se desarrollaron posteriormente bajo su liderazgo. Entre ellos, el Buzzard fue el más importante, dando lugar a la serie 'R', que impulsó los hidroaviones Supermarine S.6 que ganaron el Trofeo Schneider en 1929 y 1931 para Rolls-Royce, y lo más importante, el famoso motor Merlín.
En 1936 se convirtió en director general de producción y un año más tarde sería elegido miembro de la junta. Vivió en Derby hasta alrededor de 1937, desde donde se trasladó a 'Hazeldene' en Duffield. En 1937, pensando que la guerra pronto sería inevitable, preparó a la empresa para un aumento masivo de la producción de motores Merlín, dividiendo las instalaciones entre ingeniería y producción; y desarrollando fábricas paralelas. Los motores Merlín acabarían impulsando los aviones Hurricane, Spitfire y Lancaster (así como casi olvidado Fairey Battle), lo que se revelaría como una decisión estratégica vital cuando se inició la guerra. Gracias a Hives, en 1945 se habían producido no menos de ciento sesenta mil motores Merlín.
El lema de su equipo era "Trabaja hasta que duela". Otro directivo de la compañía,  W. A. Robotham, llegó a decir que: "Cuando me tocó colaborar con este hombre extraordinario durante unos días (de guerra), me quedé completamente exhausto y no fui capaz de realizar absolutamente ninguna contribución para aliviar su carga. Después de visitar la fábrica de motores Merlin en Hillingdon, el tren nocturno de Glasgow a Londres llegó a Trent a la hora sobrenatural de las 5.20 de la mañana, así que (si no podía dormir en el tren como Hives) caminar con él por el La fábrica de Derby antes del desayuno se convirtió en una experiencia agotadora". Robotham era el responsable de la División de Automóviles nombrado por Hives, quien le apoyó en el desarrollo y la fabricación del motor de tanque Meteor.
En 1941-42, Hives había decidido "involucrarse todo lo posible en el desarrollo de la turbina de gas, con el fin de asegurar que la empresa desempeñara un papel de liderazgo en el desarrollo de motores a reacción para la aviación civil y militar". En diciembre de 1942, cuando Rover tenía problemas con Frank Whittle y su empresa Power Jets Ltd para desarrollar su primer motor de turbina de gas, que luego pasaría a ser el Rolls-Royce Welland, Hives se reunió con Spencer Wilks de Rover y acordó intercambiar el negocio de turbinas de gas de Rover por la fábrica de Rolls-Royce en Nottingham que producía motores de tanque Rolls-Royce Meteor (que Rover ya estaba produciendo). Este intercambio (efectivo a partir del 1 de abril de 1943) le dio a Rolls-Royce (cuyo producto principal eran los motores aeronáuticos de pistón) el acceso a la fabricación de motores a reacción.
Sir Wilfrid Freeman, vicejefe del Consejo Aeronáutico Británico y uno de los responsables intelectuales de los exitosos avances británicos en la producción de aviones antes y durante la Segunda Guerra Mundial, rindió homenaje a la dedicación de Hives en una carta a su esposa:

Ese hombre, Hives, es el mejor hombre con el que me he encontrado en muchos años. Dios sabe dónde habría estado la RAF sin él. No le importa nada excepto la derrota de Alemania y hace todo su trabajo con este fin, viviendo una vida de trabajo interminable.

Hives se convirtió en director gerente en 1946 y presidente de Rolls-Royce desde 1950 hasta 1957. Fue designado para la Orden de los Compañeros de Honor en 1943 y en 1950 fue elevado a la nobleza como Barón Hives de Duffield en el condado de Derby.
Robotham dedicó un capítulo a Hives (Capítulo 21) en su propia biografía:

En un almuerzo de trabajo en Derby, un ejecutivo de una aerolínea estadounidense le preguntó a Hives a qué atribuía el éxito de Rolls-Royce y respondió: "Supongo que es porque somos un poco mejores para corregir nuestros errores que la mayoría de las demás personas".

Desempeñó un papel fundamental en el programa de submarinos nucleares del Reino Unido. Cuando el muy irascible Almirante de la Armada de los Estados Unidos Hyman Rickover visitó el Reino Unido en 1957 para inspeccionar el equipo británico de diseño nuclear en Rolls Royce, el almirante estaba "en su peor momento desagradable". Después de una mañana particularmente difícil, le presentaron a Lord Hives.

Lord, ¿eh?; Presidente, ¿eh?; ¿Y qué eres entonces? ¿Banquero o abogado o qué?, dijo Rickover. ¿Por qué me señala a mí? ¡No no no no no! Yo solo soy un mecánico, solo un maldito plomero, dijo Hives, con una gran sonrisa en su rostro. Rickover quedó desarmado, no esperaba ese tipo de respuesta. Cuando Hives explicó que había conocido al propio Henry Royce, que había trabajado para él y que había absorbido de él su pasión por la excelencia en ingeniería, el estado de ánimo y la actitud de Rickover empezaron a mejorar. Hives pasó gran parte del almuerzo describiéndole a un Rickover cautivado, la obsesión de Royce por alcanzar la perfección. Luego llevó a Rickover a un recorrido personal por la factoría, no en un Rolls-Royce o en un Bentley, sino en un Hillman muy modesto.
... Cuando Hives regresó después de mostrarle a Rickover los alrededores ... el Almirante era un hombre cambiado, sumiso, agradable, cooperativo, sin críticas, y no más desprecios o denigraciones acerca de la ingeniería británica escaparon de sus labios ... Esa hora de diálogo ... cambió todo en el Programa de submarinos nucleares británicos.

Su hijo, el oficial piloto Edward Ernest Hives, murió en acción volando con el Comando de Costas de la RAF en octubre de 1940. Se jubiló en 1957 y murió en abril de 1965, a los 79 años de edad. Su hijo John le sucedió en la baronía.
Su hija menor, Philippa Hives, se casó con el juez Alexander Morrison en 1978.